# Ботанический сад-институт Поволжского государственного технологического университета
Ботани́ческий сад-институт Поволжского государственного технологического университета (БСИ ПГТУ) находится в границах городского округа «Город Йошкар-Ола». Был основан 28 апреля 1939 года. 
Является федеральной особо охраняемой природной территорией. Природоохранный режим — заказной с заповедными участками местных и интродуцированных растений. Площадь сада — 72,5 га, коллекция — более 6000 таксонов. Природа ботанического сада — это фрагмент биогеоценоза зонально-регионального характера, ценный памятник природы в границах городского округа.
Адрес: 424030, Россия, Марий Эл, г. Йошкар-Ола, ул. Мира, 2"б",
Проезд: троллейбус № 2, 7, 8; маршрутное такси № 21,34

## Лаборатории
- дендрологии — одна из самых старых лабораторий. Включает в себя: дендрарий, фрутицетум, популетум, салицетум, ландшафтные группы, интродукционный питомник и парниковое хозяйство.
- цветоводства — входят следующие экспозиции: декоративные многолетники, теневой сад, альпийские горки, розарий и ландшафтные группы
- тропических и субтропических растений — включает коллекции тропических, субтропических растений и суккулентов
- генетики, селекции и семеноводства —в неё входят экспозиции «Дикоплодовые» и «Селекционный участок»
- лекарственных, редких и исчезающих растений — одна из самых молодых лабораторий в Ботаническом саду. В лабораторию входят три экспозиции: «Лекарственные растения», «Редкие и исчезающие виды» и «Вересковый сад»
- внедрения — входят экспозиция плодово-ягодных и цитрусовых культур, а также торговый питомник площадью 0,84 га.
- учебно-исследовательская лаборатория
- цех художественного плетения — плетения мебели из ивовой лозы с использованием каркасов из древесины, точеных ножек и оснований из берёзы и дуба, изделий бытового и художественного назначения. Изобретена оригинальная коса («шатовская коса»), не описанная в литературе по плетению из ивовой лозы.